# Lissi Alandh
Lissi Alandh (29 de diciembre de 1930 - 3 de agosto de 2008) fue una actriz, cantante y artista de revista de nacionalidad sueca.

## Biografía
Su verdadero nombre era Lissi Sofia Holmqvist, y nació en Skön, Medelpad (Suecia), siendo sus padres Rudolf Holmqvist y Vilma Österback. Lissi Alandh cursó estudios teatrales bajo la dirección de Manja Benkow y Willy Koblanck, formándose después en la escuela del Teatro Dramaten en 1949. See encontraba en dicha escuela cuando fue descubierta por el director Alf Sjöberg que le dio un papel significativo, el de Berta, en la película Fröken Julie (1951), aunque en los años 1940 ya había hecho pequeñas actuaciones cinematográficas. En 1952 se graduó en la escuela del Dramaten, iniciando una larga carrera como actriz independiente. Tras una exitosa actuación en la comedia Huset i Montevideo, llevada a escena en el Folkan, Alandh se comprometió en el otoño de 1953 para participar en revistas del Teatro Scala, entre ellas shows compuestos por Povel Ramel, Hans Alfredson, Tage Danielsson o Beppe Wolgers.
En 1962 fue contratada por la compañía AB Svenska Ord, de Hans Alfredson y Tage Danielsson, participando en revistas como Gröna Hund, Hålligång y Gula Hund, así como en la película Svenska Bilder (1964). Además, y para los mismos autores, fue Doris Lundin en la serie radiotelevisiva Mosebacke Monarki. También, y junto a Monica Zetterlund, Sonya Hedenbratt y Monica Nielsen trabajó en dos shows de cabaret de Beppe Wolger: Farfars barnbarn (1963) y Farfars gladbarn (1965). 
A lo largo de su carrera, Lissi Alandh participó en más de 50 producciones cinematográficas y televisivas. Entre sus películas más destacadas figuran la cinta de Ingmar Bergman El silencio y la de Mai Zetterling Nattlek, así como Kyrkoherden, Som hon bäddar får han ligga y Någon att älska. Películas posteriores fueron, entre otras, la cinta de Tage Danielsson Picassos äventyr (1978) y la de Hans Alfredson P&B (1983). También participó en producciones infantiles como los cortos Hoppa högst (1989) y En verkligt god gris (1998), así como el show televisivo Laras långa resa (1989).
Lissi Alandh actuó en casi todos los teatros privados de Estocolmo, con obras como la de Sandy Wilson Boyfriend] (Scala, 1963) y la de Neil Simon Ungkarlslyan (Teatro Oscar, 1969-70). También interpretó papeles dramáticos en el Lilla Teatern de Helsinki, el Munkbroteatern de Gamla Stan, el Stadsteater de Upsala, el Arena teaterbåten y el Dramaten, con la pieza de Hjalmar Bergman Ett experiment (1984). Su último papel fue el de madre superiora en Lilla Helgonet, representada en gira por la compañía Stockholms operettensemble en 1987.
En su faceta de cantante, grabó un disco LP, Pikanta visor från det gamla Frankrike (1966), y dos EP, Lissis bästa bitar y Lissi Alandh och Åke Söderqvist drar några sköna stories med pep och stake (1965), este último junto a Åke Söderqvist.
Alandh se casó dos veces. La primera vez, entre 1950 y 1954, con Hardy Alandh (1916–1983), padre del documentalista Tom Alandh. Estuvo casada una segunda vez, entre 1955 y 1960, con Göran Söderqvist (1925–2012).
Lissi Alandh falleció en Estocolmo en el año 2008. Fue enterrada en el Cementerio de la Iglesia Spånga de dicha ciudad.

## Filmografía (selección)
- 1948 : Loffe på luffen
- 1949 : Gatan
- 1949 : Singoalla
- 1949 : Lång-Lasse i Delsbo
- 1950 : Rågens rike
- 1951 : Fröken Julie
- 1952 : När syrenerna blomma
- 1953 : Marianne
- 1953 : Ingen mans kvinna
- 1953 : Barabbas
- 1953 : Noche de circo
- 1953 : En skärgårdsnatt
- 1953 : Ursula – flickan i finnskogarna
- 1954 : Herr Arnes penningar
- 1954 : Storm över Tjurö
- 1954 : Karin Månsdotter
- 1954 : Flicka med melodi
- 1954 : Taxi 13
- 1955 : Hoppsan!
- 1955 : Mord, lilla vän
- 1956 : Den hårda leken
- 1956 : Flamman
- 1956 : Ratataa
- 1958 : Mannekäng i rött
- 1959 : 91:an Karlsson muckar (tror han)
- 1962 : Åsa-Nisse på Mallorca
- 1963 : El silencio
- 1964 : Åsa-Nisse i popform
- 1964 : Älskande par
- 1964 : Svenska bilder
- 1964 : Henrik IV
- 1965 : Niklasons (TV)
- 1966 : Nattlek
- 1968 : Pappa varför är du arg - du gjorde likadant själv när du var ung
- 1968 : Carmilla
- 1968 : Komedi i Hägerskog
- 1969 : Miss and Mrs Sweden
- 1969 : Pippi Långstrump
- 1970 : Som hon bäddar får han ligga
- 1970 : Kyrkoherden
- 1970 : Sven Arvid är död
- 1971 : Midsommardansen
- 1971 : Någon att älska
- 1972 : Kvartetten som sprängdes (TV)
- 1972-1974 : Bröderna Malm (TV)
- 1973 : Kvartetten som sprängdes (TV)
- 1974 : Margit och Glenn (TV)
- 1975 : Sängkamrater
- 1978 : Picassos äventyr
- 1980 : Räkan från Maxim (TV)
- 1980 : Sverige åt svenskarna
- 1981 : Babels hus (TV)
- 1983 : P&B
- 1989 : Laras långa resa (TV)
- 1992 : Rederiet (TV)

## Teatro
- 1950 : Erik XIV, de August Strindberg, dirección de Alf Sjöberg, Dramaten
- 1950 : En radiobragd, de Charlotte Chorpenning, dirección de Arne Ragneborn, Dramaten
- 1951 : Amorina, de Carl Jonas Love Almqvist, dirección de Alf Sjöberg, Dramaten
- 1951 : Simon trollkarlen, de Tore Zetterholm, dirección de Arne Ragneborn, Dramaten
- 1952 : Harlekino och Harlekina, de Else Fisher, dirección de Kurt-Olof Sundström, Dramaten
- 1954 : Knäppupp II - Denna sida upp, de Povel Ramel y Yngve Gamlin, dirección de Per-Martin Hamberg, Idéonteatern
- 1956 : Knäppupp III - Tillstymmelser, de Povel Ramel, dirección de Per-Martin Hamberg, Idéonteatern
- 1958 : Stig Lommers sommarrevy 1958, de Arvid Möller, Börge Möller, Hans Alfredson, Tage Danielsson y Gösta Rybrant, dirección de Stig Lommer, Idéonteatern
- 1958 : Levande ljus, de Siegfried Geyer, dirección de Olof Thunberg, Intiman[12]
- 1960 : 11 44 99, de Stig-Ossian Ericson, Casinoteatern[13]
- 1964 : Gula hund, de Hans Alfredson y Tage Danielsson, dirección de Tage Danielsson, Chinateatern[14]
- 1965 : Du grabbar, de Beppe Wolgers y Åke Söderqvist, dirección de Claes von Rettig, Idéonteatern
- 1966 : På avigan, de Povel Ramel, dirección de Hasse Ekman, Idéonteatern
- 1969 : Snark, de Spike Milligan, dirección de Thor Zackrisson, Maximteatern[15]
- 1969 : Ungkarlslyan, de Burt Bacharach, Hal David y Neil Simon, dirección de Ivo Cramér, Teatro Oscar[16]